# Alfred von Kropatschek

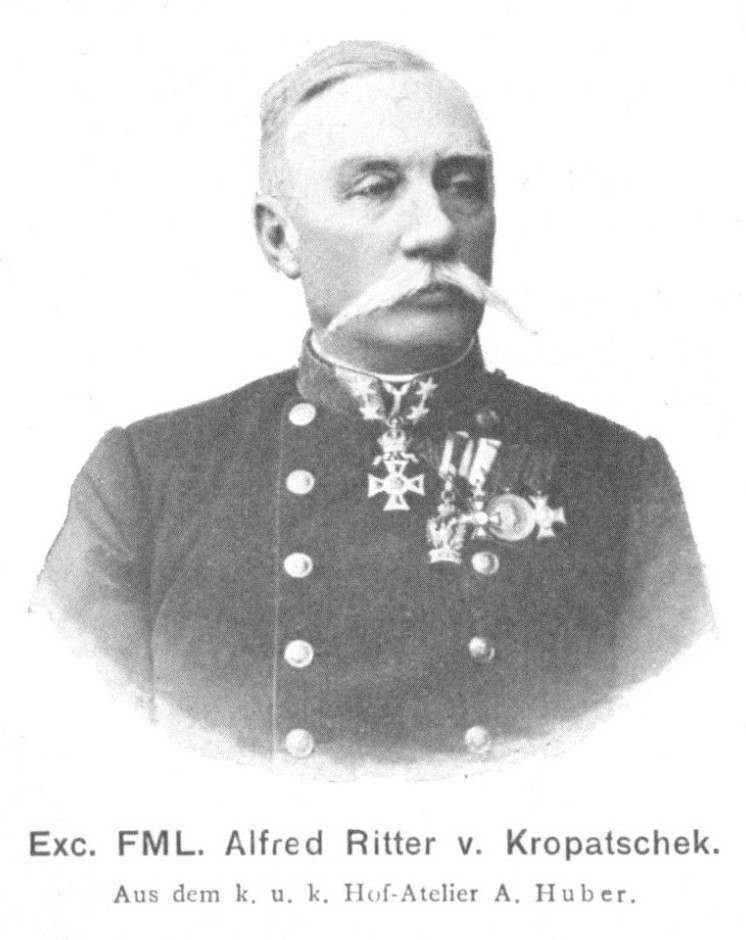
Alfred von Kropatschek, 1901

Alfred Ritter von Kropatschek (* 30. Januar 1838 in Bielitz, Österreichisch Schlesien; † 2. Mai 1911 in Lovran, Istrien) war ein österreichischer Feldzeugmeister (General der Artillerie) und maßgeblich auf dem Gebiet der Waffentechnik tätig.
Seine wichtigste Entwicklung dürfte das Kropatschek-Gewehr mit einem Röhrenmagazin gewesen sein, aber auch der Federsporn an der Lafette des österreichischen Feldgeschützes M/75 ist waffentechnisch wichtig.

## Leben
Alfred von Kropatschek besuchte zunächst die Artillerieakademie in Olmütz und Mährisch-Weißkirchen. Nach der Teilnahme am Italienfeldzug im Jahre 1859 absolvierte er 1861–1863 den höheren Artilleriekurs, 1864 wurde er beim Artillerie-Comité in Wien eingeteilt. Nach dem Feldzug 1866 arbeitete der technisch hochbegabte Offizier maßgeblich an der Einführung des Hinterlader-Gewehrs (nach der Niederlage bei Königgrätz schien deren Einführung dringend erforderlich) in der österreichischen Armee mit, zeitweise wirkte er auch als Lehrer an der Armeeschützenschule in Bruck an der Leitha und war gleichzeitig Berater des Osmanischen Ministers Daud Pascha für die Bewaffnung mit Josef Werndls Gewehren. 1870/71 unternahm Kropatschek eine Studienreise zum deutsch-französischen Kriegsschauplatz, seit 1874 war er als Hauptmann Batteriekommandant im Feldartillerieregiment Nr. 4 (1876 zum Major befördert).
1869 unterrichtete er den Erzherzog Johann Nepomuk Salvator in Mathematik und in Artillerielehre.
1870 beantragte er die Erprobung und Einführung des Armeerevolvers von Leopold Gasser.
1877–1883 war er Kommandant der Artilleriekadettenschule in Wien, anschließend übernahm er das Kommando des Feldartillerieregiments Nr. 2 in Olmütz (1880 zum Oberstleutnant und 1884 zum Oberst befördert), 1886 der 13. Artilleriebrigade in Agram, 1890 der 3. Artilleriebrigade in Graz (1890 zum Generalmajor ernannt). 1894 schließlich wurde er zum Feldmarschallleutnant befördert und 1895 zum General-Artillerie-Inspektor, was er bis zu seiner Pensionierung 1907 blieb (seit 1902 Feldzeugmeister). 1895 wurde er auch zum Inhaber des Korps-Artillerieregiments Nr. 4 ernannt.
Kropatschek war einer der fähigsten Waffentechniker und Artillerieorganisatoren der österreichisch-ungarischen Armee. Er entwickelte ein Repetiergewehr, das die damals üblichen Zubringersysteme bei den Vorderschaftmagazinen verbesserte. Es fand (noch eingerichtet für das 11-mm-Kaliber) bei der ungarischen Landwehr und der bosnisch-herzegowinischen Gendarmerie Verwendung, vor allem aber bei der französischen Marineinfanterie, wo es zum Lebel Modell 1886 mit 8-mm-Kaliber weiterentwickelt wurde. Auf artillerietechnischem Gebiet verminderte Kropatschek durch Anbringung des von ihm erfundenen Federsporns an der Lafette des Feldgeschützes M/75 den Rückstoß und erhöhte damit die Leistungsfähigkeit. Außer den technischen Verbesserungen beim Rohrrücklauf zählten die Anbringung eines Schutzschildes an den Feldkanonen sowie die Einführung der Einheitspatrone bei der Munition zu Kropatscheks Verdiensten. 1899 führte er die Schnellfeuerkanone in die österreichisch-ungarische Armee ein.
Bekannt und auf dem deutschen Sammlermarkt präsent ist heute noch sein für Portugal 1886 entwickeltes und von der Österreichischen Waffenfabriks-Gesellschaft in Steyr mit 40.000 Stück hergestelltes Repetiergewehr (Kropatschek-Gewehr) im Kaliber 8 mm (8 × 60 mm R Guedes bzw. 8 × 56 mm R Kropatschek) mit einer Kapazität von zehn Patronen, das erste „Kleinkaliber“-Gewehr (die bis dahin üblichen Kaliber waren im 11-mm-Bereich), dessen Patrone am Anfang noch mit Schwarzpulver, ab 1895 mit Nitrozellulose versorgt wurde. Damit verfügte Portugal damals über das modernste Infanteriegewehr. Bei der Umstellung auf Nitrozellulose wurde auch die Hülse um 4 mm gekürzt, daher die neue Bezeichnung „8 × 56 mm R Kropatschek“. In den portugiesischen Kolonien wurde diese Waffe noch bis in die 1960er Jahre verwendet.

## Auszeichnungen

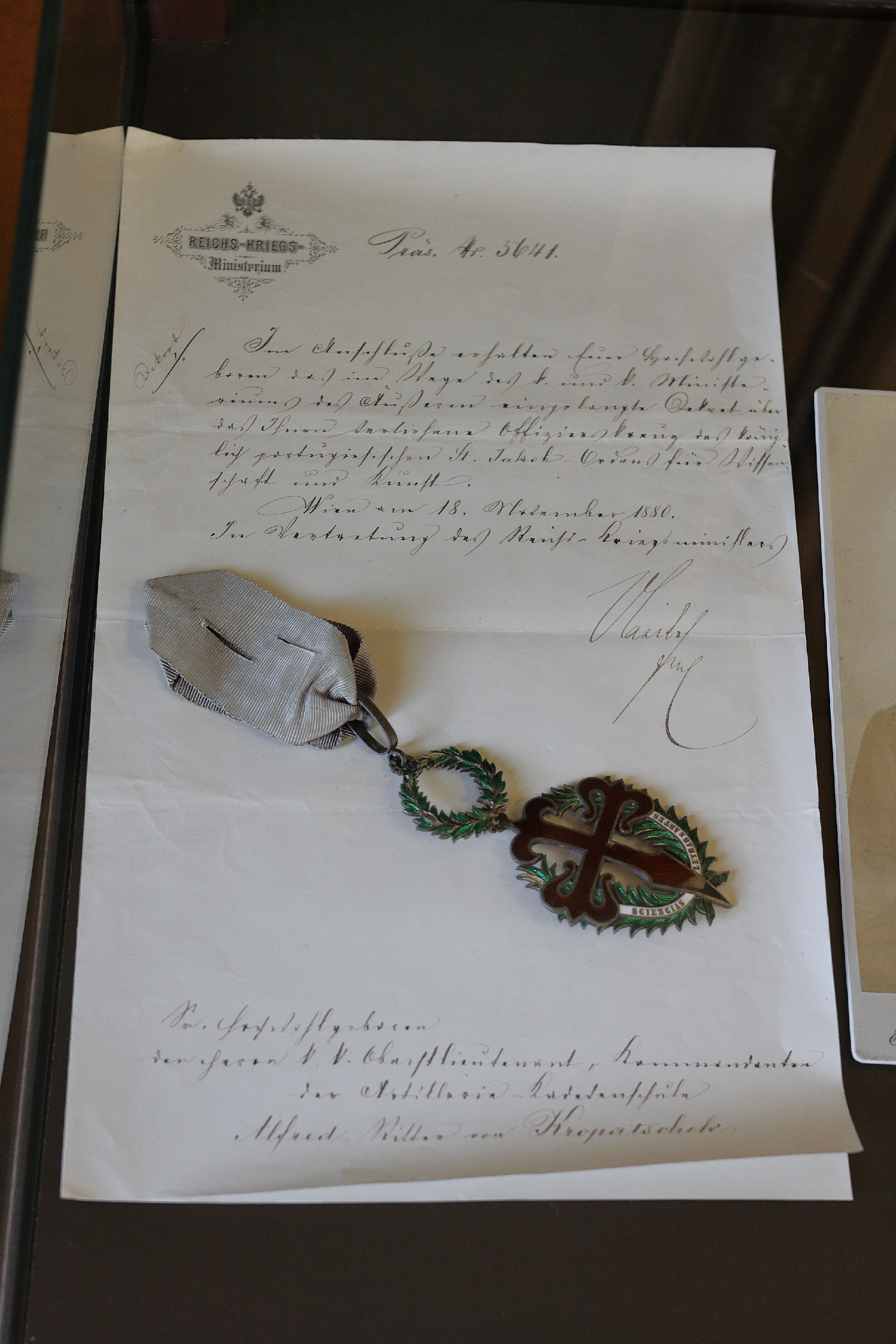
St. Yago-Orden mit Schreiben des Reichskriegsministeriums

- 1870: Orden der Eisernen Krone III. Klasse;
- 1871: Erhebung in den erblichen Adelsstand mit dem Prädikat „Ritter von“;
- 1873: Kriegsmedaille 1873;
- 1877: Ritterkreuz des Adolph von Nassau-Ordens;
- 1878: Ritterkreuz des schwedischen Schwertordens;
- 1880: Offizierskreuz des portugiesischen St. Yago-Ordens;
- 1880: Offizierskreuz des italienischen Kronen-Ordens;
- 1880: Offizierskreuz des italienischen Maurizius- und Lazarus-Ordens;
- 1883: Offiziers-Dienstzeichen I. Klasse für 25 Dienstjahre;
- 1883: Militärverdienstkreuz III. Klasse;
- 1888: Offizierskreuz der französischen Ehrenlegion;
- 1895: Ritterkreuz des kaiserlich-österreichischen Leopold-Ordens;
- 1897: preußischen Kronen-Ordens I. Klasse;
- 1897: Großkreuz des russischen Andreas-Ordens;
- 1897: Kommandeurskreuz des kaiserlich-österreichischen Leopold-Ordens;
- 1897: k.u.k. Geheimer Rat;
- 1898: Jubiläumsmedaille für die bewaffnete Macht;
- 1906: Großkreuz des rumänischen Sternen-Ordens;
- 1906: Kaiserlich-österreichischer Leopold-Orden I. Klasse;
- 1907: Großkreuz des kaiserlich-österreichischen Leopold-Ordens;
- 1908: Jubiläums-Erinnerungskreuz für die bewaffnete Macht

## Von Kropatschek entwickelte Handfeuerwaffen
Österreich-Ungarn:
- Gendarmerie Repetier-Karabiner M1881: 11 mm, Schwarzpulver (M1874/81);
- Kropatschek Torpedo-Boots-Gewehr M1893: 8 mm, Marine-Gewehr für Torpedoboot Besatzungen.

Frankreich:
- Fusil de Marine Mle 1878: 11 mm (Schwarzpulver)
- Fusil d'Infanterie Mle 1884: 11 mm (Schwarzpulver)
- Fusil d'Infanterie Mle 1885: 11 mm (Schwarzpulver)

Portugal:
- Espingarda de Infantaria 8 mm m/1886: 8 mm Infanterie-Gewehr, erst für Schwarzpulver, dann für Nitrozellulose eingerichtet
- Carabina de Caçadores 8 mm m/1886: 8 mm für die Leichte Kavallerie
- Carabina de Cavalaria 8 mm m/1886: 8 mm Kavallerie-Karabiner
- Carabina da Guarda Fiscal 8 mm m/1886/88: 8 mm für die Garde des Finanzministers
- Espingarda de Infantaria 8 mm m/1886/89: 8 mm Modifikation mit Handschutz für die Kolonien
- Carabina de Artilharia 8 mm m/1886/91: 8 mm Artillerie-Karabiner.

## Waffen mit Kropatschek-System
- Deutschland: M71/84
- Türkei: M1887 Mauser
- Japan: Murata type 22
- Norwegen: M1884/87 Jarmann
- Niederlande: M71 Beaumont („Experimenteel“)